# Distrikt Lima
Der Distrikt Lima, auch Cercado de Lima, ist einer der 43 Stadtbezirke der Region Lima Metropolitana in Peru. Er umfasst eine Fläche von 21,98 km². Beim Zensus 2017 wurden 268.352 Einwohner gezählt. Im Jahr 1993 lag die Einwohnerzahl bei 340.422, im Jahr 2007 bei 299.493. Der Distrikt wurde 1823 gegründet. Er befindet sich auf einer Höhe von etwa 160 m.

## Geographische Lage
Das historische Zentrum der Stadt Lima befindet sich innerhalb des Distrikts Lima. Der Distrikt hat eine maximale Längsausdehnung in Ost-West-Richtung von etwa 9,3 km sowie eine maximale Breite von etwa 4,5 km. Der Fluss Río Rímac bildet die nördliche Distriktgrenze. Der Distrikt Lima grenzt im Norden an die Distrikte San Martín de Porres und Rímac, im Osten an die Distrikte San Juan de Lurigancho und El Agustino, im Süden an die Distrikte La Victoria, Lince, Jesús María, Breña, Pueblo Libre und San Miguel sowie im Westen an die Provinz Callao.